# Neutrino
Neutrino er fællesbetegnelsen for tre påviste neutrinotyper: νe = elektronneutrino, νμ = myonneutrino, ντ = tauonneutrino, som alle er elementarpartikler. De 3 neutrinotyper har ikke elektrisk ladning og kan ikke vekselvirke med den stærke kernekraft.
Eksistensen af disse bølgepartikler blev foreslået af fysikeren og tænkeren Wolfgang Pauli i 1930, den blev påvist første gang i 1956 af fysikerne Fred Reines og Clyde Cowan.
En fjerde neutrinotype, den "sterile neutrino" er mulig, men den er endnu vanskeligere at påvise end de tre andre typer, er ikke påvist og dens eksistens er følgelig endnu kun en teoretisk mulighed.

## Historie
Eksistensen af neutrinoen blev foreslået af Wolfgang Pauli i 1930 som en løsning på et problem, som blevet påvist i 1914 af James Chadwick. Problemet bestod i at elektronerne, som blev udsendt ved betastråling ikke blev udsendt ved en bestemt energi. I betastråling bliver en neutron omdannet til en proton under udsendelse af en elektron. I følge energibevarelsesprincippet skulle elektronen så udsendes med energi, der er lig med masseforskellen mellem neutron og protonen, men Chadwick viste at de blev udsendt med energier mellem 0 og masseforskellen. Der manglede altså noget energi. Wolfgang Pauli foreslog at der fandtes en partikel som bar den manglede energi væk. Denne partikel måtte ikke vekselvirke med den elektromagnetiske kraft, idet den derved ville være fundet. Han kaldte denne partikel neutron pga. deres ladning.
I 1932 fandt James Chadwick en neutral partikel, som han også kaldte neutronen. Denne partikel havde en for stor masse til at være Paulis føromtalte partikel. Enrico Fermi gav derfor Paulis hypotetiske partikel navnet neutrino og formulerede herefter kvanteteorien for betahenfald.
Frederick Reines og Clyde Cowan foreslog i 1953 et eksperiment for at opdage neutrinoen, hvor en neutrino vekselvirker med en proton og skaber en neutron og en positron.
{\displaystyle {\bar {v}}+p\longrightarrow n+e^{+}}
Reines og Cowan placerede deres eksperiment ved Hanford reactor men pga. for meget baggrundstråling mislykkedes eksperimentet. Forskerne placerede herefter forsøget under jorden ved Savannah River Plant, hvor et neutrinosignal blev observeret. Resultaterne blev fremlagt i 1956. Reines fik nobelprisen i fysik i 1995 for denne opdagelse. (Cowan var død mange år tidligere).
I 1962 blev myonneutrinoen opdaget af forskerne Leon M. Lederman, Melvin Schwartz, Jack Steinberger. Dette fik forskerne nobelprisen i fysik for i 1988.
I 1967 målte Ray Davis, som den første neutrinoer fra solens fusionsreaktioner. Han så på reaktionen, at når en elektronneutrino reagerer med et Cl37 skabes der Ar37 og en elektron. 
{\displaystyle Cl_{37}+{\bar {v}}\longrightarrow Ar_{37}+e^{-}}
En elektronneutrino skal have en energi på mindst 0,814 MeV for at kunne indgå i denne reaktion. Det vil sige omkring 12 % af solens neutrinoer, neutrinoerne får forskellig flavour alt afhængig af hvilken pp-reaktion de indgår i i solen. Der blev bygget en tank indeholdende 378000 liter C2Cl4 i Homestake-minen i ca. 1500 m. dybde. Den blev bygget så dybt for at undgå fejlkilder fra den kosmiske stråling. Antallet af neutrinoer der reagerede blev så målt ved at se på hvor mange argonatomer der blev skabt. Resultatet fra forsøget viste at der kun blev skabt en tredjedel af de neutrinoer, som var teoretisk beregnet.
I 1996 blev detektoren Super Kamiokande taget i brug og observervationer fra denne viste, at der var en uoverensstemmelse imellem det teoretiske antal neutrinoer fra solen og det fundne. I 1998 viste Super Kamiokande at det skyldes neutrino-oscillationen.
I 1999 blev The Sudbury Neutrino Observatory (SNO) taget i brug. SNO var et neutrinoobservatorium, som befandt sig 2100 m under jordens overflade i Creighton-minen i Sudbury, Ontario, Canada. Detektoren var designet til at registrere neutrinoer som kom fra Solen gennem deres interaktion med en meget stor tank med tungt vand. 
Detektoren var aktiv frem til 2006. SNO samarbejdet fortsatte i adskillige år med at analysere data fra eksperimentet. 
På Super Kamiokande måltes kosmiske neutrinoer. Når en neutrino kolliderer med et vandmolekyle i tanken, dannes en hurtig elektrisk ladet partikel. Herved udsendes såkaldt Cherenkovstråling, som måles af lyssensorer i eksperimentet. Formen og intensiteten af Cherenkovstrålingen afslører, hvilken type neutrino, der har forårsaget den, og hvor den kom fra. Det viste sig, at muon-neutrinoer, som ankom direkte fra atmosfæren var mere talrige end dem, der havde rejst tværs gennem Jorden. Det antydede, at de sidstnævnte havde rejst længere og derfor havde haft længere tid til at skifte identitet til en anden type neutrino undervejs. 
På The Sudbury Neutrino Observatory målte man neutrinoer fra Solen som kun producerer elektron-neutrinoer. Reaktionerne mellem neutrinoer og det tunge vand i tanken gav mulighed for at måle både elektron-neutrinoer og alle tre neutrinoer i kombination. Man opdagede derved, at der var færre elektron-neutrinoer end forventet, mens antallet af de tre typer neutrinoer tilsammen var som forventet. Konklusionen var, at nogle af elektron-neutrinoerne havde ændret identitet.
IceCube-observatoriet nær Sydpolen er over 5.000 lysmålere fordelt i en kubikkilometer ren is, som måler reaktioner fra de neutrinoer der passerer gennem Jorden.

## Neutrinoers vekselvirkning med andet stof
Neutrinoer har så små tværsnitsarealer, at de uendelig sjældent vekselvirker med andet stof. 
Milliarder af neutrinoer farer tværs gennem Jordkloden uden at komme i kontakt med dens materiale, de passerer gennem tomrummet i atomerne uden hindring. En idé om, i hvor lille grad neutrinoer interagerer med stof, kan man få ved tænke på, at det kræver et stykke bly med en tykkelse på et lysår for at stoppe halvdelen af et neutrinoflow.

## Neutrinoers masser
Et særligt vigtigt spørgsmål har været om neutrinoernes masse var nul eller større end nul. Tidligere troede mange at neutrinoen var masseløs da man ikke umiddelbart kan bestemme dens masse ud fra de reaktioner som den deltager i, og da masseløse neutrinoer er teoretisk simplest i standardmodellen. Men i dag véd man med sikkerhed (fra forsøg med neutrinooscillationer) at neutrinoernes masse er større end nul.
Nyeste data (2011) for neutrinomasser:
0 < M(νe) < 0,47 eV – under visse forudsætninger (nemlig når quasi ikke-lineære skalaer er fjernet, dvs. man forudsætter en flad ΛCDM kosmologi) måske < 0,28 

Bemærk at når der i referencen omtales en "sum" af masser, drejer det sig om summen af en elektron-neutrinos såkaldte eigenstates, nemlig egenværdi, egenvektor og egenrum, som har forbindelse til Heisenbergs ubestemthedsrelationer og ikke summen af de 3 neutrinotyper el.lign.
0 < M(νμ) < 170 KeV (ca. 1/3 elektronmasse)
0 < M(ντ) < 15,5 MeV (ca. 30 elektronmasser)
Hvis den sterile neutrino eksisterer, "forudsiger" teorien (dvs. så er det en konsekvens af teorien), at den har en betydeligt større masse end nogen af de tre andre neutrinoer.
Neutrinoens usædvanlige egenskaber har givet anledning til en ny gren af fysikken.
Fysikerne Takaaki Kajita fra Japan og Arthur B. McDonald fra Canada fik Nobelprisen i fysik 2015 for deres påvisning af, at neutrinoer faktisk har en masse, som kan måles.

## Neutrinoer og overlyshastighed
I september 2011 beregnede forskere ved CERN i Schweiz – på grundlag af ca. 3 års målinger – neutrinoer til at rejse 60 nanosekunder (ns) hurtigere end lyset over en ca. 731,3 kilometer distance. OPERA-målingernes sikkerhed lå indenfor 6σ.
Målingerne viste, at den tid neutrinoerne ankom før lyset helt præcist var (δt = (60.7 ± 6.9 (stat.) ± 7.4 (syst.)) ns,  hvor stat. betegner den statistiske usikkerhed og syst. den usikkerhed, der skyldes selve laboratorieopstillingen). Dette ville betyde, at den beregnede neutrinohastighed  ligger omkring vnu = c * (1 + 2,5 * 10-5), hvor c er lysets hastighed.
De første tvivl om målingernes korrekthed
1. CERN udsendte 2. februar 2012 en pressemeddelelse om, at man havde fundet to mulige fejlkilder, nemlig en oscillator, som angiver tidsstemplerne til GPS-synkronisering og et problem med den optiske fiberforbindelse, der overfører det eksterne GPS-signal til OPERAs master clock.
2. En gruppe forskere fra CERN rapporterede 16. marts 2012, at en anden detektor ved navn ICARUS T600 målte en væsentlig mindre afvigelse fra lyshastigheden, som var langt fra OPERA-resultaterne, nemlig δt = (0.3 ± 4.0 (stat.) ± 9.0 (syst.)) ns, dvs. en afvigelse, som er betydeligt mindre end målingens usikkerhed.
Neutrinohastigheden er som forventet
I en præsentation med titlen The neutrino velocity measurement by OPERA experiment på konferencen 25th International Conference on Neutrino Physics and Astrophysics in Kyoto fredag den 8. juni 2012 afkræftede CERN den i september 2011 fremlagte måling, som syntes at vise, at neutrinoer bevæger sig hurtigere end lyset.
I et slideshow redegøres for forløbet og det reviderede resultat, som viser en neutrinohastighed, som ikke er hurtigere end lysets.
Målinger foretaget, efter rettelse af de to under 1. ovenfor nævnte fejl i systemet, viser: δt = −1.6 (±1.1 statistisk) og (+6.1 / −3.7 systematisk)) ns, nemlig den hastighed (indenfor målenøjagtigheden), som er i overensstemmelse med de tidligere forventninger til neutrinohastighed, dvs. en anelse lavere end lysets.